# Artis Kampars
Artis Kampars, né le 3 mai 1967 à Tukums, alors en Union soviétique, est un homme politique letton membre du parti Nouvelle Ère (JL), puis Unité. Il est ministre des Affaires économiques du 12 mars 2009 au 25 octobre 2011.